# أوشتريلي
أوشتريلي (بالبوسنوية: Oštrelj) هي قرية في البوسنة والهرسك. وهي تقع على أراضي بلدية بوسانسكي بتروفاتس التابعة لكانتون يونا-سانا في اتحاد البوسنة والهرسك. طبقا لنتائج تعداد البوسنة عام 2013 فقد كان عدد سكانها أقل من أو يساوي 10.

## التركيبة السكانية

### التطور التاريخي للسكان
| السنة  | 1961 | 1971 | 1981 | 1991 | 2013 |
| ------ | ---- | ---- | ---- | ---- | ---- |
| السكان | 163  | 162  | 202  | 166  | ≤ 10 |